# Benedetto Croce

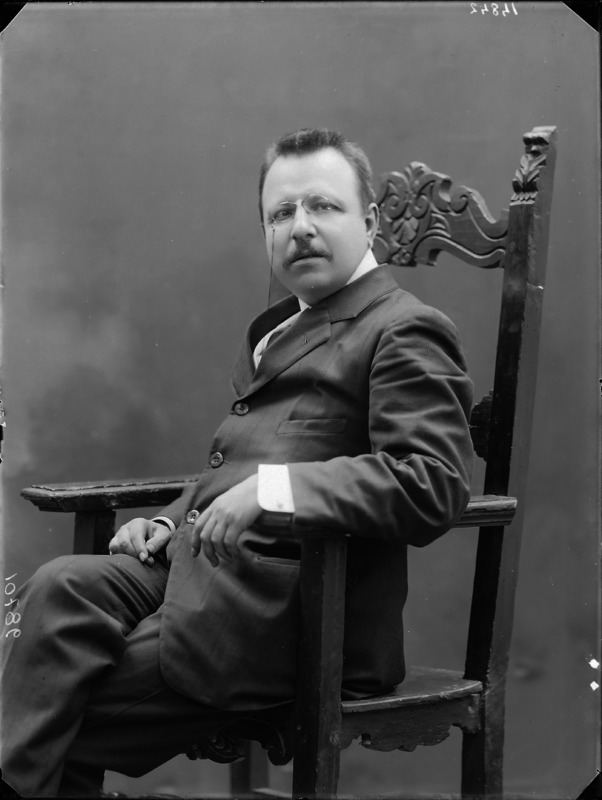
Benedetto Croce (1909)

Benedetto Croce ['kro:tʃe] ital. Ausspracheⓘ (* 25. Februar 1866 in Pescasseroli, Provinz L’Aquila; † 20. November 1952 in Neapel) war ein italienischer idealistischer Philosoph, Humanist, Historiker, Politiker, Kunsthistoriker und Kritiker.

## Leben
Croce stammte aus einer begüterten Gutsbesitzer-Familie in den Abruzzen. Bei einem Erdbeben verlor er 1883 seine Eltern und seine einzige Schwester. Croce erbte das väterliche Vermögen und zog sich nach Jura-Studien in Rom und Neapel ab 1886 nach Neapel zurück, wo er als Privatgelehrter bis zu seinem Tod lebte. Geprägt von der Erfahrung des Risorgimento, von den aufklärerischen Traditionen Süditaliens, wie sie durch Giambattista Vico, Gaetano Filangieri und Francesco De Sanctis repräsentiert werden, und von der Philosophie des Deutschen Idealismus wurde Croce in der ersten Hälfte des 20. Jahrhunderts zu einer der prägenden Figuren der italienischen Kultur und Philosophie. In Europa blieb er bis zu seinem Tod die liberale Stimme Italiens im Kampf gegen Faschismus und Totalitarismus.
Zunächst mit lokalgeschichtlichen Studien beschäftigt, wandte sich Croce zu Beginn der 1890er Jahre der Philosophie zu und veröffentlichte ab 1902 sein Hauptwerk, die mehrbändige Philosophie des Geistes. Vor allem der erste Band, die Estetica, etablierte Croces philosophischen Ruf. Dazu kamen im Laufe der Jahre zahlreiche Werke zur Geschichte und Literatur sowie Aufsätze, in denen er seine philosophische Position modifizierte und erläuterte. 1903 gründete Croce – gemeinsam mit Giovanni Gentile – die Zeitschrift La Critica, die er als Herausgeber und Autor maßgeblich prägte und zur wichtigsten Literaturzeitschrift Italiens machen konnte. 1910 wurde er zum Senator des Königreichs Italiens ernannt. Im 5. Kabinett von Giovanni Giolitti war Croce von Juni 1920 bis Juli 1921 Minister für das Unterrichtswesen.
Seit 1896 verband ihn eine Freundschaft mit Gentile, dem zweiten großen italienischen Vertreter des philosophischen Idealismus. Die Freundschaft zerbrach, als Gentile sich dem Faschismus anschloss und das Manifest der faschistischen Intellektuellen verfasste. Croce blieb dem Liberalismus treu und antwortete darauf mit dem Manifest der antifaschistischen Intellektuellen, das am 1. Mai 1925 in den Zeitungen Il Mondo und Il Popolo veröffentlicht und von zahlreichen italienischen Intellektuellen unterzeichnet wurde. Während der Mussolini-Zeit fiel er in Ungnade, konnte aber in Italien bleiben. Croces Haus in Neapel wurde zu einem Zentrum der intellektuellen Opposition. Seit 1923 Mitglied der Accademia Nazionale dei Lincei, wurde er 1935 ausgeschlossen, da er sich weigerte, den Treueid auf den Faschismus zu leisten. Er legte seine Ämter nieder und zog sich zurück. Als der Schriftsteller Stefan Zweig zu Besuch kam und sich über Croces Frische und geistige Spannkraft trotz hermetischer Isolierung wunderte, erwiderte er lachend: „Gerade der Widerstand ist es, der einen verjüngt. Wäre ich Senator geblieben, so hätte ich es leicht gehabt, ich wäre längst geistig träge und inkonsequent geworden. Nichts schadet dem geistigen Menschen mehr als Mangel am Widerstand; erst seit ich allein stehe und die Jugend nicht mehr um mich habe, bin ich genötigt, selbst wieder jung zu werden.“ 1945 wurde er mit den anderen Ausgeschlossenen wieder aufgenommen, nachdem er bereits im August 1943 einen Vorschlag zur Reorganisation der Akademie vorgelegt hatte. 1947 wurde er zum Ehrenmitglied der Akademie ernannt.
Zur deutschen Kultur hatte Croce ein besonders enges Verhältnis. Zeugnis davon geben unter anderem seine Monographien über Hegel und Goethe, seine jahrzehntelange Freundschaft mit dem Romanisten Karl Vossler und dem Kunsthistoriker Julius Schlosser und sein Briefwechsel mit Thomas Mann.
1943 war Croce an der Neugründung der liberalen Partei Italiens beteiligt. Für sie stellte er sich nach dem Sturz Mussolinis 1944 noch einmal kurzzeitig als Minister ohne Geschäftsbereich zur Verfügung. Er war Mitglied der Consulta nazionale und der Assemblea Costituente und gehörte aufgrund der Übergangsbestimmungen der republikanischen Verfassung ohne Wahl dem Senat der Republik bis zu seinem Tod 1952 an.
Schon zu seinen Lebzeiten öffnete Croce seinen Palazzo Filomarino in Neapel mit seiner riesigen Bibliothek Interessenten aus aller Welt zu Studienzwecken. Daraus entwickelte sich nach seinem Tod das Istituto Italiano per gli Studi Storici. Nach diesem Vorbild wurde einige Jahrzehnte später von Gerardo Marotta das Istituto Italiano per gli Studi Filosofici gegründet.

## Philosophie des Geistes
Croce entwarf seine Philosophie des Geistes als Reaktion auf den in Italien Ende des 19. Jahrhunderts vorherrschenden Positivismus. Beeinflusst wurde er dabei gleichermaßen von der deutschen und italienischen Philosophie. Ursprünglich von Francesco De Sanctis und Johann Friedrich Herbart herkommend, fand er über Karl Marx einen eigenen Weg zur Vernunftphilosophie Georg Wilhelm Friedrich Hegels. Noch wichtiger für ihn war allerdings die Philosophie Giambattista Vicos, wie sie in dessen Hauptwerk Scienza Nuova formuliert wurde. Croce folgt dem Grundsatz Vicos, dass der Mensch nur das verstehen könne, was er selbst hervorgebracht hat, dass ein Verständnis der Welt also nur über die menschliche Geschichte und Kultur und nicht über die Natur möglich sei. In Vicos Geschichtsphilosophie wiederholt sich die Menschheitsgeschichte in der Gesetzmäßigkeit aufeinanderfolgender Epochen, in denen sich die Stufenbeziehung menschlicher Erkenntnisformen, von der Wahrnehmung über die Einbildungskraft bis zur Vernunft, spiegelt. So wird zum Beispiel das poetische Weltverständnis zur Grundlage eines begrifflich-rationalen Weltverständnisses.
Croce deutet die geschichtsphilosophische Konzeption Vicos in systematischer Weise um. Er unterscheidet zwischen verschiedenen Formen geistiger Weltbemächtigung, zwei theoretischen und zwei praktischen. Er lehrte einen Vierstufenbau des Geistes: Intuition (ästhetische Erkenntnis), Begriff, wirtschaftliches und ethisches Handeln; jede dieser Stufen setzt die vorhergehende voraus, wobei die Intuition, d. h. die ästhetische Erkenntnis, die Grundlage aller anderen ist.
Diesen Erkenntnisformen hat Croce jeweils verschiedene Werke gewidmet: Die Estetica come scienza dell’espressione e linguistica generale von 1902 behandelt die ästhetische Erkenntnis, die Logica come scienza del concetto puro von 1909 die begrifflich-logische Erkenntnis und die Filosofia della pratica von 1909 hat das nützliche (ökonomische) und moralische Handeln zum Thema. Diesem System hat Croce noch sein Werk über Geschichtsschreibung, die Teoria e storia della historiografia von 1917, hinzugefügt.

## Ästhetik und Literaturkritik
Von allen Teilen der Philosophie des Geistes war es von Anfang an die Ästhetik, die die größte und weitreichendste Wirkung erzielt hat. Croce hat die gesamte nach ihm kommende Ästhetik und Literaturbetrachtung in Italien beeinflusst. Er hat seine Ästhetik im Verlauf seines Lebens mehrfach modifiziert, aber nie grundsätzlich revidiert.
Für Croce ist ästhetische Wahrnehmung eine eigenständige und autonome Form der Erkenntnis, die einen selbstständigen Platz neben der begrifflichen Erkenntnis hat. Sie ist „Intuition“ und zugleich „Expression“, also „Ausdruck“. Gemeint ist nicht, dass der Künstler seine eigene Persönlichkeit im Werk „ausdrückt“, sondern im Gegenteil, dass er Eindrücke zu objektivierten und für alle nachvollziehbaren Formen verarbeitet. In diesem Sinn ist Ästhetik für Croce Kunst des Ausdrucks, denn nur die Umformung von Impressionen zu Ausdruck und Form machen den Künstler aus; das Ergebnis einer gelungenen Umformung ist „Poesia“, der Rest ist „Non Poesia“.
Als Intuition/Expression kann sowohl ein einfacher Ruf des Erstaunens als auch eine komplexe künstlerische Darstellung gelten. Zu den umstrittensten Thesen der Ästhetik Croces gehört die, dass er lange Zeit nicht zwischen einfachen und hoch komplexen Intuitionen/Expressionen – also Kunst – unterschied. Croces Absicht war es, der Kunst jede elitäre Stellung abzusprechen. Kunst ist für ihn eine von allen nachvollziehbare Erkenntnistätigkeit.
In der Intuition liegt für Croce, hier wiederum Vico folgend, Ursprung, Wesen und Grundlage der Sprache. Mit der wichtigen Rolle, die die Kommunikations- und Zeichenfunktion in der Sprache spielt, hat sich Croce erst in seinem Spätwerk La Poesia von 1936 auseinandergesetzt. Hier unterscheidet er erstmals zwischen ästhetischen und nicht-ästhetischen Expressionen.
Croces Literaturkritik, die in zahlreichen Aufsatzsammlungen und Monographien vorliegt, zeichnet sich dadurch aus, dass sie sich ganz auf das Kunstwerk als einer individualisierenden Expression konzentriert und Fragen der Rhetorik, der Stil- und Stoffgeschichte für ästhetisch zweitrangig erachtet. Jedes Kunstwerk ist ein unverwechselbares Individuum und lässt sich weder begrifflich „erklären“ noch in eine andere Form übersetzen. Form und Inhalt sind im Kunstwerk identisch. Croce kann damit auch als einer der Väter des New Criticism angesehen werden.

## Geschichte und Politik
Croce war von der Aufklärung und vom Liberalismus des 19. Jahrhunderts geprägt. Sein Verhältnis zu Hegel, als dessen Anhänger man ihn immer wieder bezeichnet, ist dabei komplex. Er hat einerseits, Hegel folgend, die Geschichte als einen „Fortschritt im Bewusstsein der Freiheit“ begriffen. Doch Hegels Auffassung, die Geschichte als Ganze entwickele sich notwendigerweise nach dem Gesetz der Dialektik, lehnte er ab. Seine ambivalente Haltung zu Hegel ist Thema seiner Schrift Lebendiges und Totes in Hegels Philosophie (orig. 1907, dt. 1909). Bereits in seiner Frühschrift von 1893, Die Geschichte auf den Begriff der Kunst gebracht, hat Croce auch der Auffassung eine Absage erteilt, Geschichte sei eine Wissenschaft. Sie ist für ihn vielmehr eine Form der Verdichtung von Ereignissen, eine Form der erzählenden Deutung. Croce wird damit zu einem der Väter der narrativen Geschichtsschreibung.
Seinem vom italienischen Risorgimento beeinflussten Freiheitsbegriff, einer laizistischen „Religion der Freiheit“, hat er in seiner Geschichte Europas im 19. Jahrhundert ein Denkmal gesetzt. Croce war ein früher Verfechter der europäischen Idee. Lokalgeschichte und Nationalgeschichte sah er eingebettet in die Geschichte der westlichen Freiheitsbewegungen. Er blieb jedoch kulturaristokratisch geprägt und misstraute den Massen. Einer egalitären Demokratie stand er ablehnend gegenüber.

## Ehrungen und Mitgliedschaften
- 1922: Ehrenmitglied des Archäologischen Instituts des Deutschen Reiches[4]
- 1923: Mitglied der Accademia Nazionale dei Lincei, 1935 ausgeschlossen, 1945 wieder aufgenommen, 1947 Ehrenmitglied der Akademie
- 1925: korrespondierendes Mitglied der Preußischen Akademie der Wissenschaften. Auf seinen Antrag wurde er 1950 aus der Mitgliederliste der nachfolgenden Deutschen Akademie der Wissenschaften zu Berlin gestrichen.[5]
- 1928: Mitglied der American Academy of Arts and Sciences
- 1934: auswärtiges Ehrenmitglied der American Academy of Arts and Letters[6]
- 1935: korrespondierendes Mitglied der British Academy[7]
- 1944: Mitglied der American Philosophical Society[8]
- 1951: Mitglied der Deutschen Akademie für Sprache und Dichtung
- Mitglied der Bayerischen Akademie der Schönen Künste

## Schriften (Auswahl)

### Aufsätze
- Randbemerkungen eines Philosophen zum Weltkriege 1914–1920. In: Raymund Schmidt (Hrsg.): Die Philosophie der Gegenwart in Selbstdarstellungen. Felix Meiner Verlag, Leipzig 1922.
- Antihistorismus, Vortrag gehalten auf dem Internationalen Philosophenkongress in Oxford am 3. Sept. 1930. In: Historische Zeitschrift, Band 143 (1930/31), S. 457–466, ISSN 0018-2613 (Übersetzt von Karl Vossler).
- Silvio Bianchi (Hrsg.): Una pagina sconosciuta degli ultimi mesi della vita di Hegel. In: Quaderni dell critica, Band 13 (1948).
  - Neuausg.: Istituto Italiano per gli Studi Filosofici, Napoli 2006 (Nachdr. d. Ausg. Bari 1948).
  - Eine unbekannte Seite aus den letzten Lebensmonaten Hegels. In: Merkur, Band 36 (1982), Heft 1, S. 61–80, ISSN 0026-0096.

### Briefe
- Carteggio Croce-Vossler 1899–1949 (Biblioteca di cultura moderna; Band 488). Laterza, Bari 1951.
  - Briefwechsel Croce-Vossler. Suhrkamp, Frankfurt/M. 1955 (übersetzt von Otto Vossler)
- Ernesto Paolozzi (Hrsg.): Benedetto Croce – Thomas Mann. Lettere 1930–36. Flavio Pagano, Napoli 1991.

### Monographien
- La storia ridotta sotto il concetto generale dell’arte. Giannini, Neapel 1893.
  - Die Geschichte auf den allgemeinen Begriff der Kunst gebracht. (Philosophische Bibliothek; Band 371). Meiner, Hamburg 1984. ISBN 978-3-7873-0621-3 (Übersetzt von Ferdinand Fellmann).
- Filosofia come Scienza dello Spirito. Bibliopoli, Neapel 1996 (4 Bde., Nachdr. d. Ausg. Mailand 1902/17)

1. Estetica come scienza dell’espressione e linguistica generale.
2. Logica come scienza del concetto puro.
3. Filosofia della pratica. Economica ed etica.
4. Teoria e storia della storiografia.

- Philosophie des Geistes. Mohr, Tübingen 1929/30 (4 Bde.).

1. Aesthetik als Wissenschaft vom Ausdruck und allgemeine Sprachwissenschaft, Theorie und Geschichte.[9]
2. Logik als Wissenschaft vom reinen Begriff. (Übersetzt von Felix Noeggerath)
3. Philosophie der Praxis. Oekonomie und Ethik.[9]
4. Theorie und Geschichte der Historiographie.[10]

- Ciò che è vivo e ciò che è morto nella filosofia di Hegel. Laterza, Bari 1907.
  - Lebendiges und Totes in Hegels Philosophie. Winter, Heidelberg 1909.[11]
- La filosofia di Giambattista Vico. Biopolis, Neapel 1997, ISBN 88-7088-344-2 (Nachdr. d. Ausg. Neapel 1911).
  - Die Philosophie Giambattista Vicos. Mohr, Tübingen 1927.[12]
- Breviario di estetica. Adelphi, Mailand 1990, ISBN 88-459-0742-2 (Nachdr. d. Ausg. Bari 1913).
  - Grundriß der Ästhetik. Vier Vorlesungen (Wissen und Forschen; Band 5). Meiner, Leipzig 1913.[13]
  - Was ist die Kunst? (Schriften zur Kunsttheorie; Band 1). Alexander-Verlag, Berlin 1987, ISBN 3-923854-36-6[13][14]
- Materialismo storico ed economia Marxistica. Laterza, Bari 1914.
- Goethe. Laterza, Bari 1919.
  - Goethe. Studien zu seinem Werk. Düsseldorf 1949 (Übersetzt von Werner Ross).
- Ariosto, Shakespeare e Corneille. Laterza, Bari 1968 (Nachdr. d. Ausg. Bari 1920).
  - Ariost, Shakespeare, Corneille (Amalthea-Bücherei; Band 26). Amalthea-Verlag, Zürich 1922.
- La poesia di Dante. Laterza, Bari 1921[15]
  - Dantes Dichtung (Amalthea-Bücherei; Band 27). Amalthea-Verlag, Zürich 1921.
- Poesia e non poesia. Note sulla letteratura europea del secolo decimono. Laterza, Bari 1964 (Nachdr. d. Ausg. Bari 1923).
  - Poesie und Nichtpoesie. Bemerkungen über die europäische Literatur des neunzehnten Jahrhunderts (Amalthea-Bücherei; Band 46/47). Amalthea-Verlag, Zürich 1935[15]
- Storia d’Europa nel secolo decimonono. Laterza, Bari 1981 (Nachdr. d. Ausg. Bari 1932).
  - Geschichte Europas im neunzehnten Jahrhundert. Insel-Verlag, Frankfurt/M. 1993, ISBN 3-458-33177-8 (Nachdr. d. Ausg. Zürich 1935; übersetzt von Karl Vossler und Richard Peters).
- La poesia. Introduzione alla critica e storia della poesia e della letteratura. Bari 1936.
  - Die Dichtung. Einführung in die Kritik und Geschichte der Dichtung und der Literatur (Konzepte der Sprach- und Literaturwissenschaft; Band 1). Niemeyer, Tübingen 1982, ISBN 3-484-22000-7 (übersetzt von Peter Jaritz und Jürgen Ziegler).
- La storia come pensiero e come azione. Laterza, Bari 1938.
  - Die Geschichte als Gedanke und Tat. Verlag von Schröder, Hamburg 1949 (Nachdr. d. Ausg. Bern 1944).
- Il dissido spirituale della Germania con l’Europa. Bari 1930.
- Europa und Deutschland. Bekenntnisse und Betrachtungen. Verlag A. Francke, Bern 1946 (übersetzt von Giuseppe Zamboni).